# Cadillac Series 62
O Cadillac Series 62 é um automóvel de porte médio da Cadillac.